# Begonia jairii
Begonia jairii é uma espécie da flora de Brasil pertencente à família Begoniaceae.

## Taxonomia
Begonia jairii foi nomeada por o botânico alemão Alexander Curt Brade, descrito em Archivos do Jardim Botânico do Rio de Janeiro 10: 135, pl. 5, e publicado em 1950.

## Conservação
O Governo do Estado do Espírito Santo incluiu em 2005 B. jairii em sua primeira lista de espécies ameaçadas de extinção, por intermédio do Decreto nº 1.499-R, classificando-a como uma espécie "Vulnerável".